# Ipomoea eggersii
Ipomoea eggersii är en vindeväxtart som först beskrevs av Homer Doliver House, och fick sitt nu gällande namn av D.F. Austin. Ipomoea eggersii ingår i släktet praktvindor, och familjen vindeväxter. Inga underarter finns listade i Catalogue of Life.